# Paris–Roubaix 1905

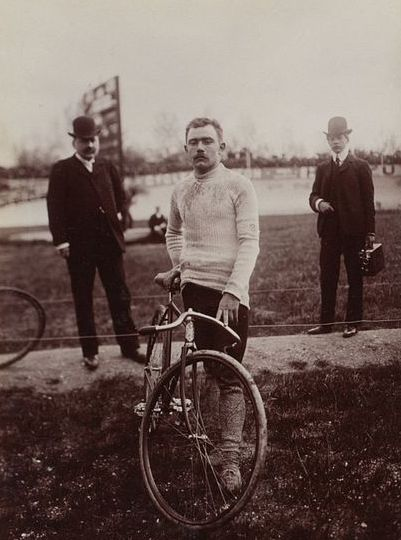
Louis Trousselier (1903)

Das Eintagesrennen Paris–Roubaix 1905 war die zehnte Austragung des Radsportklassikers und fand am Sonntag, den 23. April 1905, statt.
Das Rennen ging von Chatou aus über 268 Kilometer. Es starteten 63 Radrennfahrer, von denen sich 26 platzieren konnten. Der Sieger Louis Trousselier  absolvierte das Rennen mit einer Durchschnittsgeschwindigkeit von 33,206 Kilometern pro Stunde.
Trousselier gewann im selben Jahr die Tour de France und war damit der erste Fahrer, dem dieser Doppelsieg gelang.
Bis dieser zehnten Austragung hatte das Rennen „seinen Rhythmus gefunden“: Die 10.000 Exemplare der L’Auto mit der Startliste waren innerhalb einer Stunde verkauft, die Kontrollposten arbeiteten zur Zufriedenheit von Organisator Henri Desgrange, und die Radrennbahn war ausverkauft, mit mehr Zuschauern als zuvor, da man bauliche Veränderungen vorgenommen hatte.